# Dirphia arcaei
Dirphia arcaei är en fjärilsart som beskrevs av Druce 1886. Dirphia arcaei ingår i släktet Dirphia och familjen påfågelsspinnare. Inga underarter finns listade i Catalogue of Life.